# Leo Postman
Leo Joseph Postman est un enseignant-chercheur en psychologie américain né à Saint-Pétersbourg en Russie le 7 juin 1918 et mort à Marblehead dans l’État du Massachusetts le 22 avril 2004.

## Biographie
Né en Russie, Postman déménage dès son plus jeune âge à New York. Il entre au City College of New York, où il obtient une licence (B.S.) en 1943. Il est admis à l'Université Harvard où il obtient son doctorat (Ph.D.) en 1946. 
Postman enseigne à Harvard de 1946 à 1950, ainsi qu'à l'Université d'Indiana, avant d'obtenir un poste à l'Université de Berkeley en 1950 où il fait toute sa carrière.
Il y dirige la Faculté de psychologie à la fin des années 1950. En 1961, il y fonde l'Institute of Human Learning, connu aujourd'hui sous le nom d'Institute for Cognitive and Brain Sciences, centre de recherche interdisciplinaire dévolu à l'étude du raisonnement et du cerveau. Il le dirige jusqu'en 1977.
Postman préside la Western Psychological Association à partir de 1968. En 1974, il reçoit la médaille Warren de la Society of Experimental Psychologists et, la même année, est élu à l'Académie des arts et des sciences. En 1987, au moment de partir à la retraite comme professeur émérite, il reçoit une citation de l'Université Berkeley, honneur le plus élevé décerné par l'université.
De 1960 to 1962, Postman codirige la revue savante American Journal of Psychology. En 1962, il fonde et dirige jusqu'en 1968 le Journal of Verbal Learning and Verbal Behavior, avant de codiriger de 1968 à 1974 le Journal of Experimental Psychology.
En 1946, Postman épouse Dorothy Lerman (1923-2003), qui est son étudiante (il la rencontre à l'occasion d'un travail noté en cours de psychologie) avant d'être sa collaboratrice à l'Université de Berkeley. 
Leo Postman meurt en 2004.

## Domaines de recherche
Postman est reconnu pour ses travaux sur la perception, et le rôle de la motivation dans la perception. Il s'est intéressé également à l'apprentissage, avec ou sans intention d'apprendre (l'apprentissage dit incident), ainsi qu'à la capacité d'amnésie.

## Sources
1. 1 2  « 05.03.2004 - UC Berkeley: Psychologist Leo Postman dies at 85 », sur www.berkeley.edu (consulté le 8 août 2017)
2. ↑  National Academy of Sciences - http://www.nasonline.org, « Leo Postman », sur www.nasonline.org (consulté le 8 août 2017)
3. ↑  (en-US) « In Appreciation: Leo Joseph Postman », APS Observer, vol. 17, no 10,‎ 8 octobre 2004 (lire en ligne, consulté le 8 août 2017)